# هيلينا قرة
هيلينا قرة (بالفنلندية: Helena Kara)‏ هي ممثلة فنلندية، ولدت في 16 أغسطس 1916 بسالو في فنلندا، وتوفيت في 26 فبراير 2002 بهلسنكي في فنلندا.

## وصلات خارجية
- هيلينا قرة على موقع IMDb (الإنجليزية)
- هيلينا قرة على موقع قاعدة بيانات الفيلم (الإنجليزية)